# Вильтен
Ви́льтен (нем. Wilthen), или Велечин в.-луж. Wjelećin), — город в Германии, в земле Саксония. Подчинён административному округу Дрезден. Входит в состав района Баутцен.  Население составляет 5523 человека (на 31 декабря 2010 года). Занимает площадь 17,06 км². Официальный код — 14 2 72 390.
Город подразделяется на 3 городских района.
В городе находится известная коньячная фабрика, она является самым большим работодателем города. 

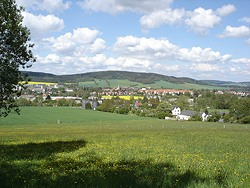
Вид на Вильтен